# Roszkowice (powiat brzeski)
Roszkowice – wieś w Polsce położona w województwie opolskim, w powiecie brzeskim, w gminie Lubsza.
W latach 1975–1998 miejscowość należała administracyjnie do województwa opolskiego.